# محامة ابن زريبة (عفيف)
محامة ابن زريبة، هي قرية من فئة (ب) تقع في محافظة عفيف، والتابعة لمنطقة الرياض في السعودية. وتبعد محامة ابن زريبة عن محافظة عفيف بمسافة تقارب (75) كم.